# Parafia św. Stefana Króla Wyznawcy w Warszawie
Parafia Świętego Stefana Króla Wyznawcy w Warszawie – rzymskokatolicka parafia należąca do dekanatu mokotowskiego, archidiecezji warszawskiej, metropolii warszawskiej Kościoła katolickiego, w Warszawie. Obsługiwana przez księży diecezjalnych.

## Historia
Parafia została erygowana w 1973. Patronem parafii jest Stefan I Święty, zwany Węgierskim, pierwszy król Węgier.

### Kościół parafialny
Kościół parafialny św. Józefa Oblubieńca został zbudowany jako kaplica szkolna Zgromadzenia Sióstr Najświętszej Rodziny z Nazaretu w latach 1922–1926.